# هارولد إل. كلارك
هارولد إل. كلارك (بالإنجليزية: Harold L. Clark)‏ هو قائد عسكري أمريكي، ولد في 28 سبتمبر 1893، وتوفي في 1973.